# Amke Dietert-Scheuer
Amke Dietert-Scheuer (* 14. Mai 1955 in Brake) ist eine deutsche Politikerin (Bündnis 90/Die Grünen).
Ihr Abitur absolvierte sie 1975, anschließend studierte sie  Germanistik, Philosophie und Orientalistik/Turkologie in Mainz und Hamburg, 1983 absolvierte sie ihr erstes und 1987 ihr zweites Staatsexamen für das Lehramt an Gymnasien in Hamburg. Von 1987 bis 1988 war sie Universitätslektorin in Istanbul.
Den Grünen trat sie 1989 bei. Vom 10. November 1994 bis 26. Oktober 1998 und vom 5. Februar 2002 bis 17. Oktober 2002 war sie Mitglied des Deutschen Bundestages. Sie wurde jeweils über die Landesliste der Partei Bündnis 90/Die Grünen (Grüne) in Hamburg gewählt. Nachdem die Grünen bei der Bundestagswahl 1998 in Hamburg nur noch ein Mandat anstatt zwei wie 1994 erhielten, schied sie aus dem Bundestag aus. Da die Abgeordnete Kristin Heyne jedoch am 30. Januar 2002 starb, kehrte sie am 5. Februar 2002 in den Bundestag zurück, dem sie noch bis Oktober 2002 angehörte. Bei der Bundestagswahl 2002 kandidierte sie nicht mehr.